# Latinskole
Latinskolerne blev i de fleste købstæder oprettet efter reformationen (den første dog fire år inden i 1532 i Horsens) og havde til opgave at uddanne kommende præster. I de byer, hvor der allerede eksisterede katedralskoler, blev disse omdannet til latinskoler, også kaldet sorte skoler eller lærde skoler.
Latin havde en altdominerende plads i timeplanen. Latinskolernes pensum og undervisning blev flere gange justeret, inden skoleformen nedlagdes i 1903 og blev ændret til gymnasium, hvor moderne sprog, naturvidenskab m.v. fik en større plads.
Ved skolereformen i 1871 udgik hebræisk som fag, og den naturvidenskabelige gren med matematik, fysik og kemi kom ind. Eleverne i denne gren skulle ikke have oldgræsk, og derfor blev oldtidskundskab indført som en erstatning, som "matematikerne" fik. Den sproglig-historiske linje fortsatte fra 1871 til 1903, primært med latin og græsk og sekundært med tysk og fransk. Den nysproglige linje med engelsk kom først i 1903.